# Saison 1 de Ma famille d'abord
Chronologie
Saison 2
Cet article présente les épisodes de la première saison de la série télévisée Ma famille d'abord (My Wife and Kids).

## Distribution
- Damon Wayans (VF : Stéphane Ronchewski) : Michael Richard Kyle
- Tisha Campbell (VF : Ninou Fratellini) : Janet Marie Thomas Kyle (Jay en VO)
- George O. Gore II (VF : Alexandre Nguyen) : Michael Richard Kyle Jr.
- Jazz Raycole (VF : Adeline Chetail)  : Claire Marie Kyle
- Parker McKenna Posey (VF : Audrey Benayoun) : Kady Melissa Jane Kyle

## Liste des épisodes

### Épisode 1:Un papa en or
- États-Unis : 28 mars 2001 sur ABC
- France : 10 novembre 2003 sur M6

- France : 3,1 millions de téléspectateurs[1] (première diffusion)

- Marlene Forte (Rosa Lopez)
- Wendell Pierce (Dr Boucher)

### Épisode 2:La vérité blesse
- États-Unis : 28 mars 2001 sur ABC
- France : 11 novembre 2003 sur M6

- Rhyon Nicole Brown (en) (Mélanie)
- Kyla Wayans (Nicole)

### Épisode 3:Panne d'inspiration
- États-Unis : 4 avril 2001 sur ABC
- France : 12 novembre 2003 sur M6

- Robert Ri'chard (en) (Tommy)

Junior et son ami Tomy veulent faire une musique rock'n'roll mais sont en panne d'inspiration. Tomy propose alors une méthode assez spéciale : fumer de l'herbe.

### Épisode 4:Des seins animés
- États-Unis : 4 avril 2001 sur ABC
- France : 13 novembre 2003 sur M6

- Mary Torres (Tiffany)
- Rudee Lipscomb (Kim)
- Saachiko (vendeur)
- Cara Mia Wayans (en) (Bre)

### Épisode 5:La Bosse des maths
- États-Unis : 11 avril 2001 sur ABC
- France : 14 novembre 2003 sur M6

- Alexander Folk (révérend Mayo)

### Épisode 6:Cours particulier
- États-Unis : 11 avril 2001 sur ABC
- France : 17 novembre 2003 sur M6

- Dawn Stern (Danielle)
- David Lewison (M. Griggler)

Michael et Janet sont inquiets à propos des mauvaises notes de Junior en algèbre. Ils décident d'appeler une professeure à domicile, dont celui-ci tombe amoureux.

### Épisode 7:Jeux de mains, jeux de vilains
- États-Unis : 18 avril 2001 sur ABC
- France : 18 novembre 2003 sur M6

- Stephen Lee (Joseph Blake)
- Jacqueline Schultz (en) (Maddy Blake)
- Preston Wamsley (George Blake)

Junior refuse de retourner à l'école à cause d'une brute qui l'embête.

### Épisode 8:C'est du chinois!
- États-Unis : 18 avril 2001 sur ABC
- France : 19 novembre 2003 sur M6

### Épisode 9:Mauvaise Habitude
- États-Unis : 25 avril 2001 sur ABC
- France : 20 novembre 2003 sur M6

- Phil Reeves (Dr Parks)
- Andrew McFarlane (Roger)

### Épisode 10:Un peu de romantisme...
- États-Unis : 2 mai 2001 sur ABC
- France : 21 novembre 2003 sur M6

- Keenen Ivory Wayans (Ken Kyle)
- Marlene Forte (Rosa Lopez)
- Daphnée Duplaix (Tiara)

### Épisode 11:Michael se fait des cheveux
- États-Unis : 9 mai 2001 sur ABC
- France : 24 novembre 2003 sur M6

- Doug Banks (en) (Tom Miller)
- David Wells (le livreur)